# Sun Ribo
Sun Ribo (cinese 孙 日波; Zhangwu, 18 dicembre 1976) è un'ex biatleta cinese.

## Biografia
In Coppa del Mondo ottenne il primo risultato di rilievo il 7 marzo 1996 a Pokljuka (54ª) e l'unico podio il 9 marzo 1997 a Nagano (3ª).
In carriera prese parte a tre edizioni dei Giochi olimpici invernali, Nagano 1998 (39ª nella sprint, 21ª nell'individuale, 7ª nella staffetta), Salt Lake City 2002 (57ª nella sprint, 15ª nell'individuale, 13ª nella staffetta) e Torino 2006 (21ª nella sprint, 22ª nell'inseguimento, 22ª nella partenza in linea, 9ª nella staffetta), e a cinque dei Campionati mondiali, vincendo una medaglia.

## Palmarès

### Mondiali
- 1 medaglia:
  - 1 argento (individuale[3] a Hochfilzen/Chanty-Mansijsk 2005)

### Coppa del Mondo
- Miglior piazzamento in classifica generale: 40ª nel 2005
- 1 podio (a squadre[2]), oltre a quello ottenuto in sede iridata e valido anche ai fini della Coppa del Mondo:
  - 1 terzo posto